# Chouans

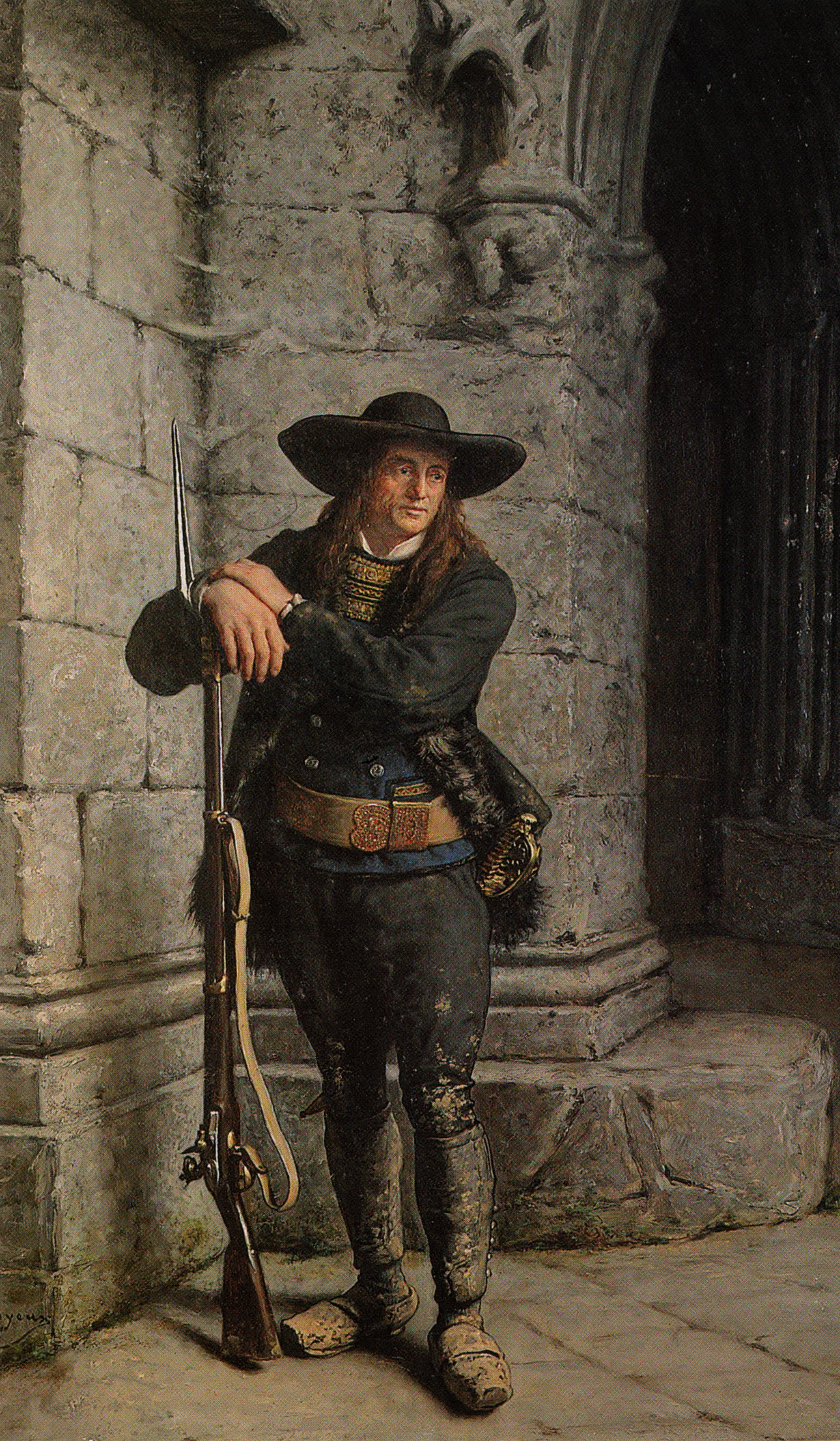
Bretão como sentinela diante de uma igreja, pintura de Charles Loyeux.

Os Chouans eram insurgentes monarquistas da Bretanha, Maine, Baixa Normandia e norte de Anjou durante a Chouannerie.
Ativos ao norte do Loire, os chouans são distintos dos "vendeanos", ativos na sua parte a sul do rio, em Bas-Poitou, a sul de Anjou e no Pays de Retz bretão.

## Origem do nome

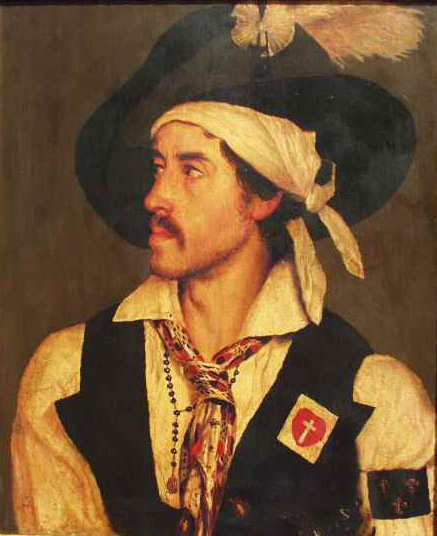
Jean Chouan (1757–1794), óleo sobre a tela por L. de Labarre, 1840.

Os membros da família Cottereau tinham esta alcunha de "Chouan" (em língua galo "coruja-do-mato", ou "chouin", nome local dessa coruja), segundo alguns, porque o seu antepassado era naturalmente triste e taciturno; segundo outros, porque, ao contrabandearem sal, imitavam o grito da coruja-do-mato para se avisarem e reconhecerem mutuamente.
Esta versão é dada por Jacques Duchemin des Cepeaux, que afirma ter este detalhe do último irmão de Jean Chouan:
O sobrenome de Jean Chouan era Cottereau; a alcunha Chouan foi dada ao avô porque ele era naturalmente taciturno e triste, e porque, nas reuniões, ficava sempre num canto separado. A partir daí ele foi chamado de Chouan (coruja). Desde então, a família Cottereau manteve essa alcunha. Foi então dada a todos os homens que se reuniram para lutar sob as ordens de Jean e, finalmente, aos outros monarquistas armados nas províncias ocidentais..
Jean Chouan pegou em armas em 15 de outubro de 1792 em Saint-Ouën-des-Toits para se opor ao recrutamento de voluntários.
Este nome de “chouans» aparece pela primeira vez num documento da administração republicana em 27 de outubro de 1793, quando o distrito de Fougères informou no seu registo de deliberações: "Os agricultores estão preocupados e alarmados, os bandidos estão em Balazé, quinze bandidos da Pequena Vendeia à frente dos quais estão os irmãos Chouan. Parece que estes homens eram os mesmos que fizeram uma incursão em meados de agosto em Montautour, Châtillon, Parcé". O termo entrará rapidamente em uso para designar os insurgentes do norte do Loire.
Historiadores do século XIX — Savary; Joseph Lequinio, autor das Memórias de um Administrador dos Exércitos Republicanos na Vendeia; especialmente Joseph de Puisaye, mais bem informado do que ninguém, visto que era o líder supremo da Chouannerie — afirmam que os irmãos Chouan deram o seu nome à insurreição que foram os primeiros a organizar.